# Habitacions de Son Noguera - Pleta des Forn de Calç
Les habitacions de Son Noguera - Es Forn de Calç és un jaciment arqueològic prehistòric situat a la possessió de Son Noguera, a la pleta anomenada des Forn de Calç, al municipi de Llucmajor, Mallorca.
En aquest jaciment hi destaca una habitació prehistòrica de planta rectangular, les quals dimensions són 6,4 m de llargària per 6,0 m d'amplària. També s'hi troben adossades altres habitacions molt ruïnoses.